# Rennrodel-Weltcup 2022/23
Der Rennrodel-Weltcup 2022/23 wurde in neun Weltcuprennen in sechs Ländern ausgetragen. Es war die 46. Auflage des Rennrodel-Weltcups seit der ersten Austragung 1977/78. Zum zweiten Mal wurde die Wettbewerbsklasse Doppelsitzer in getrennten Wettbewerben für Männer und Frauen ausgetragen.

## Titelverteidiger
In der Saison 2021/22 gingen Julia Taubitz (Gesamtweltcup und Sprint-Weltcup) und Madeleine Egle (klassische Disziplin) im Einsitzer der Frauen, Johannes Ludwig (Gesamtweltcup und Weltcup der klassischen Disziplin) und Wolfgang Kindl (Sprint-Weltcup) sowie Toni Eggert und Sascha Benecken (Gesamtweltcup und Weltcup der klassischen Disziplin) und Andris Šics und Juris Šics (Sprint-Weltcup) im Doppelsitzer der Männer als Sieger hervor. Luisa Romanenko und Pauline Patz gewannen die Premiere im Doppelsitzer der Frauen, wo kein Sprint-Weltcup ausgerichtet wurde. Den Teamstaffelweltcup gewann Deutschland.

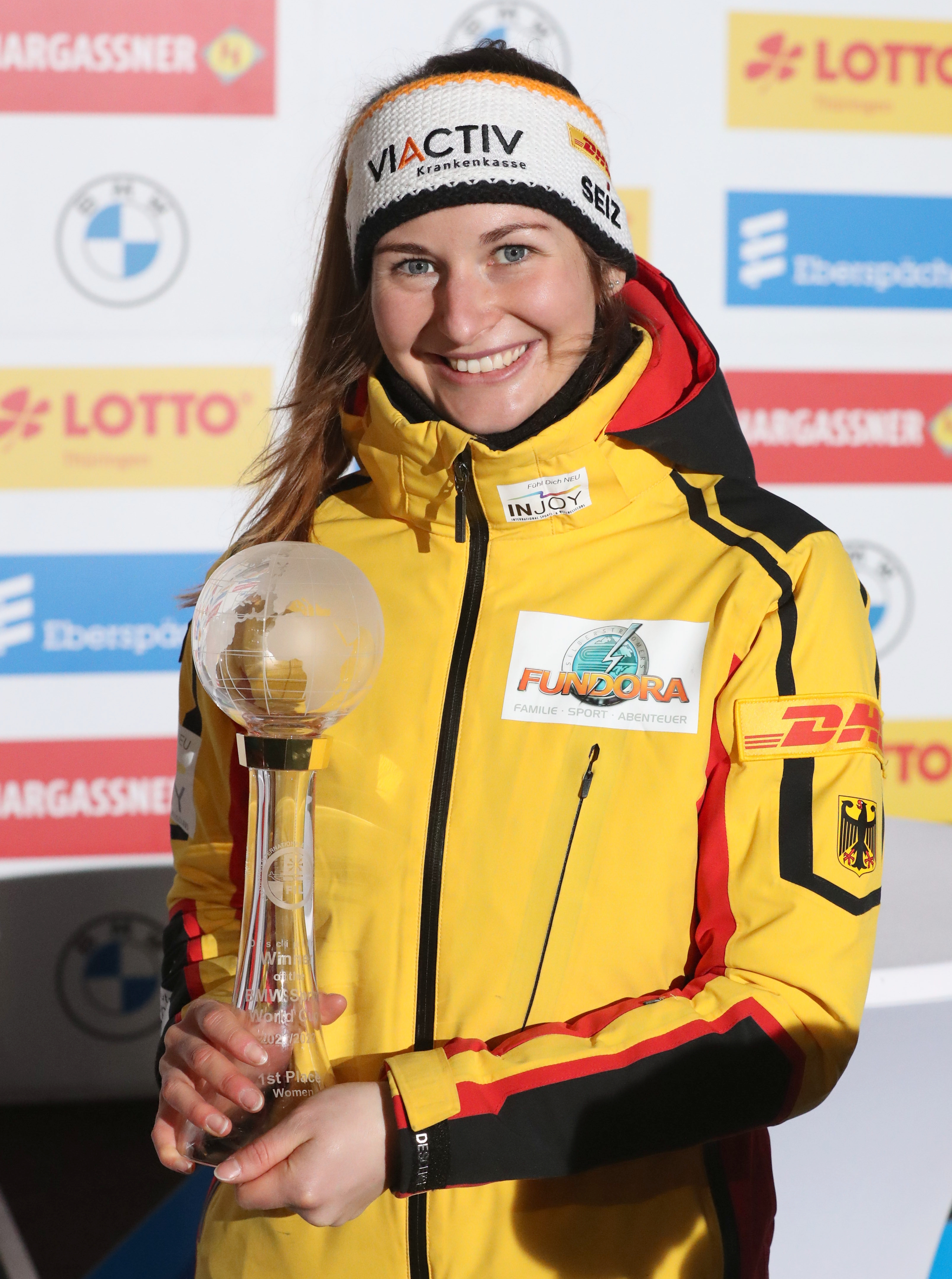
Taubitz
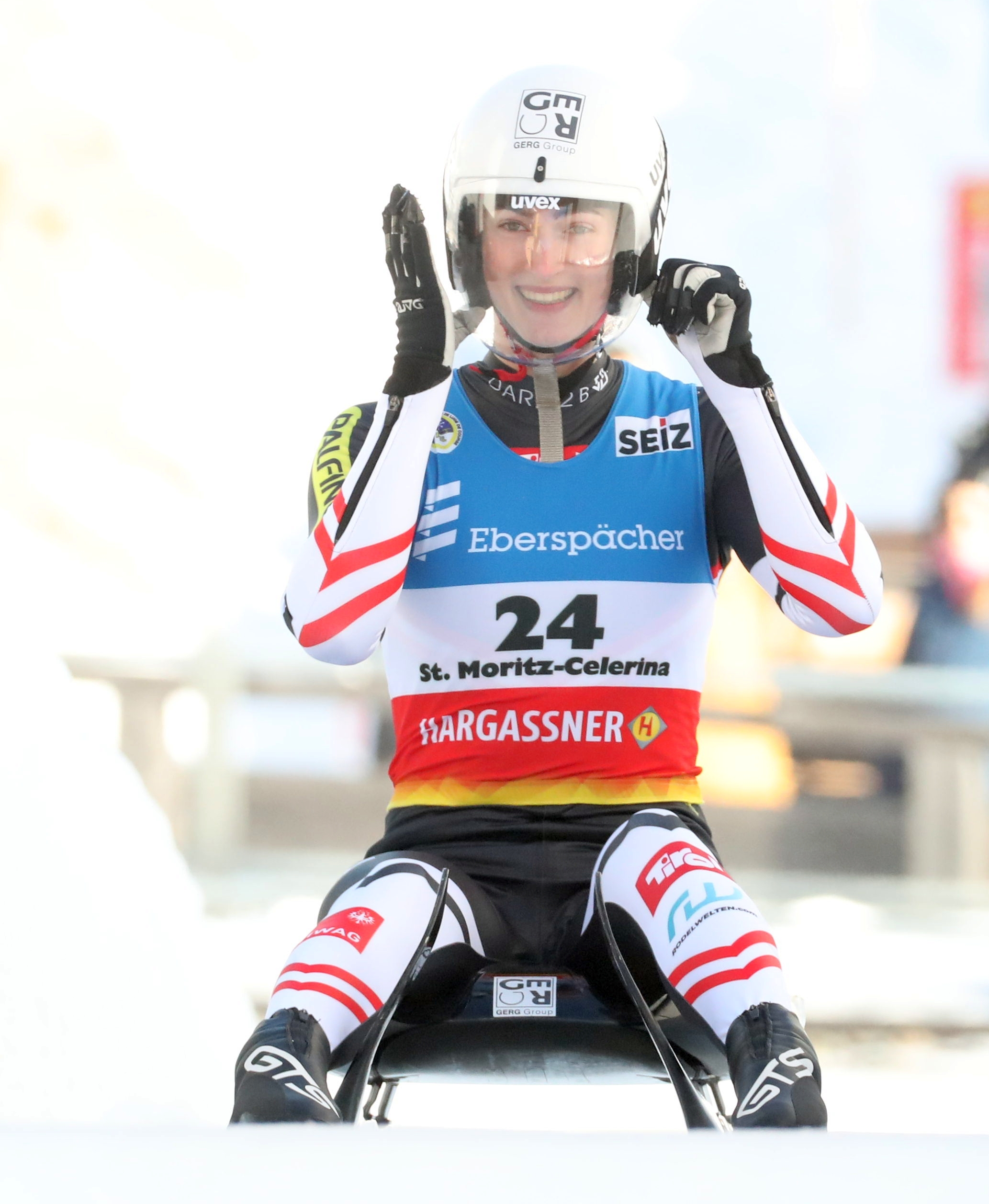
Egle
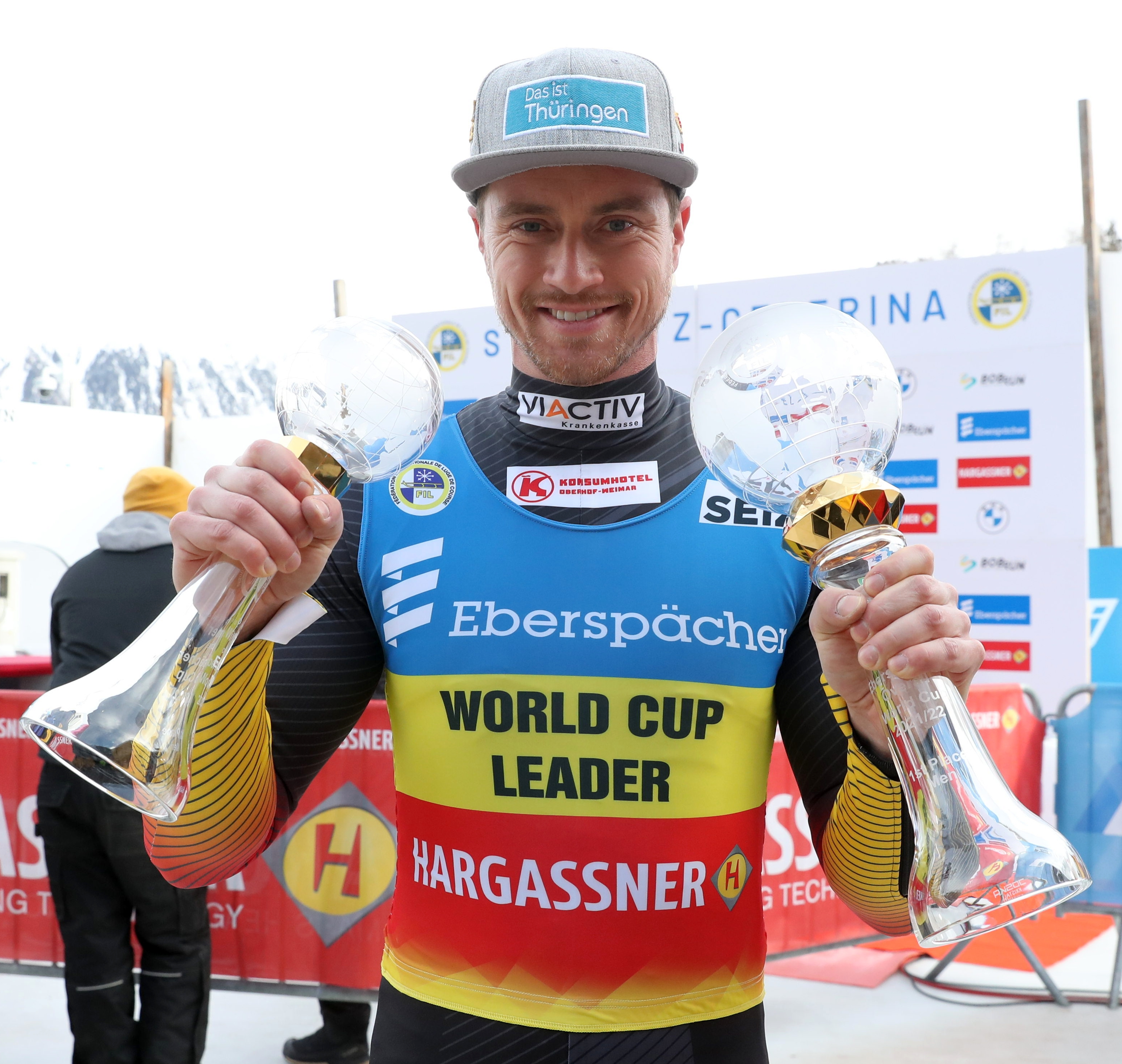
Ludwig
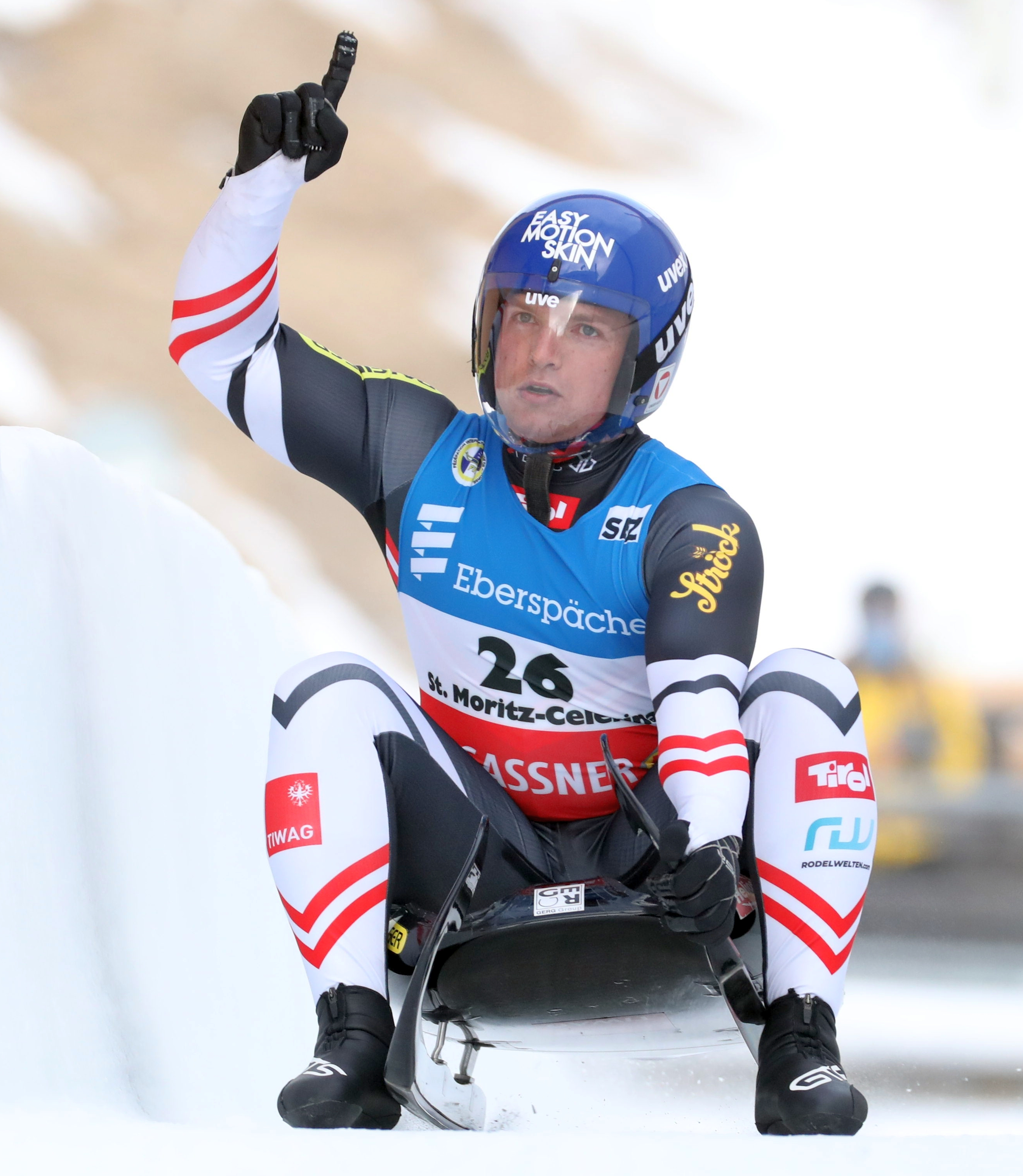
Kindl
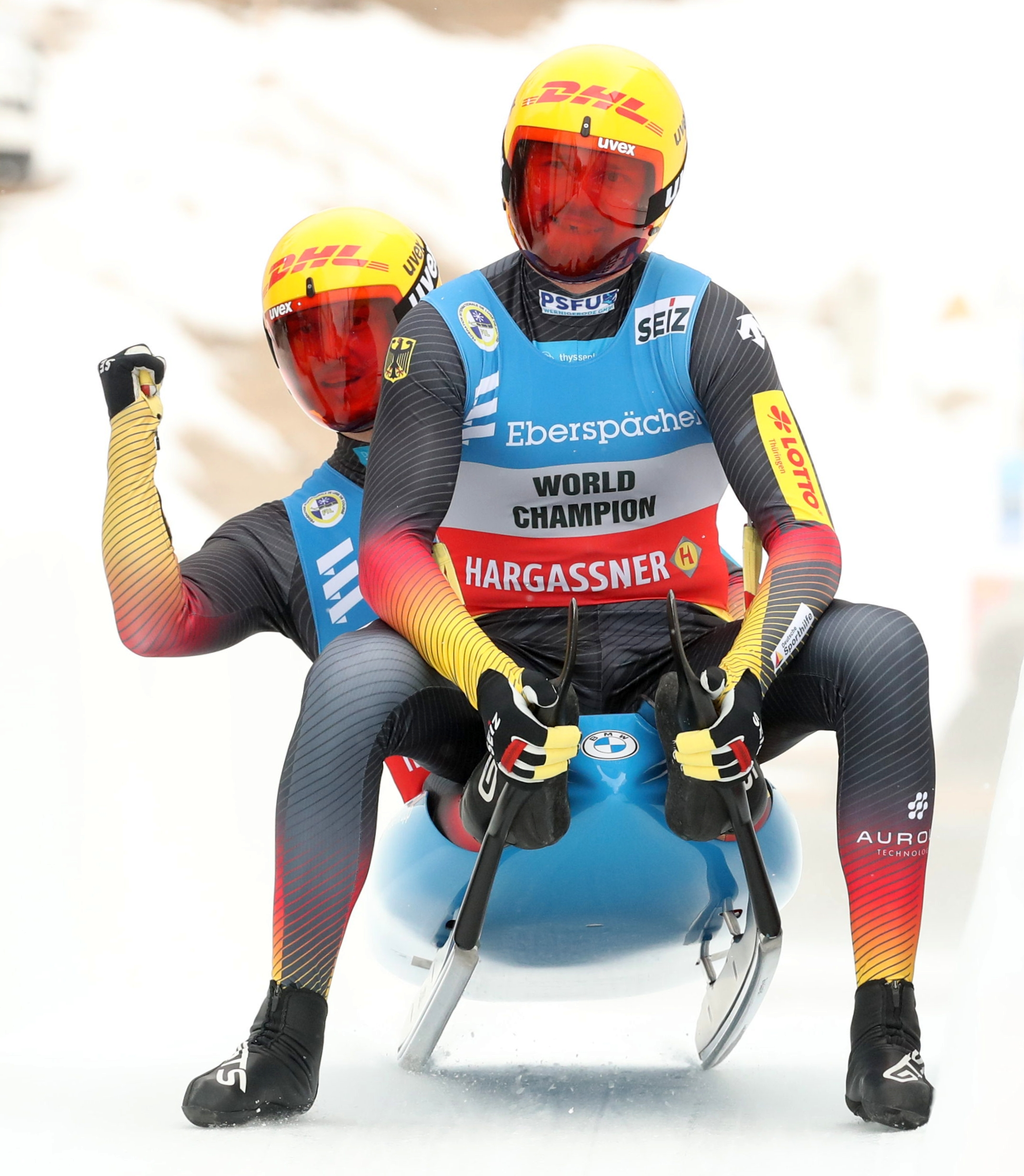
Eggert/Benecken
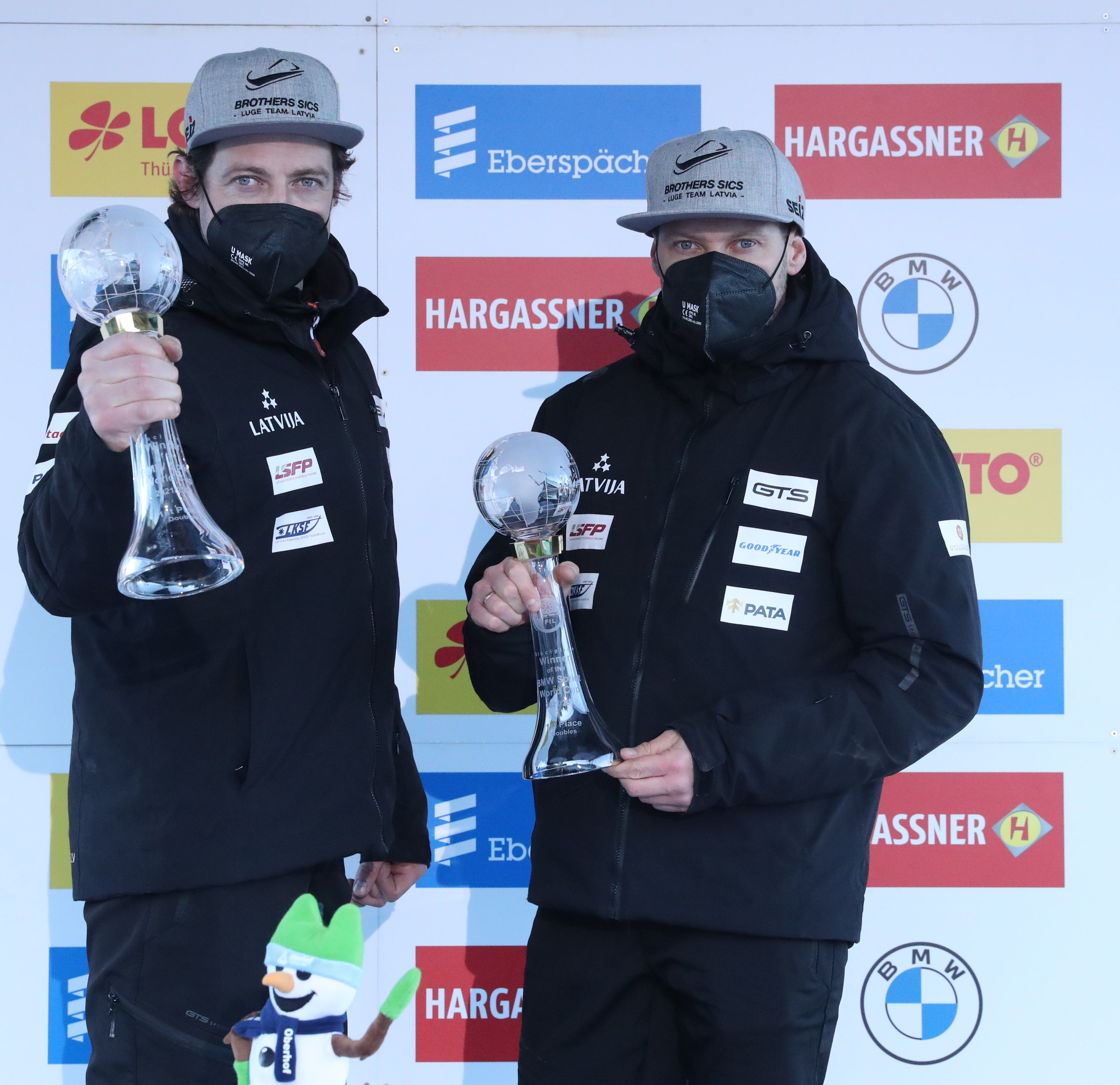
Šics/Šics
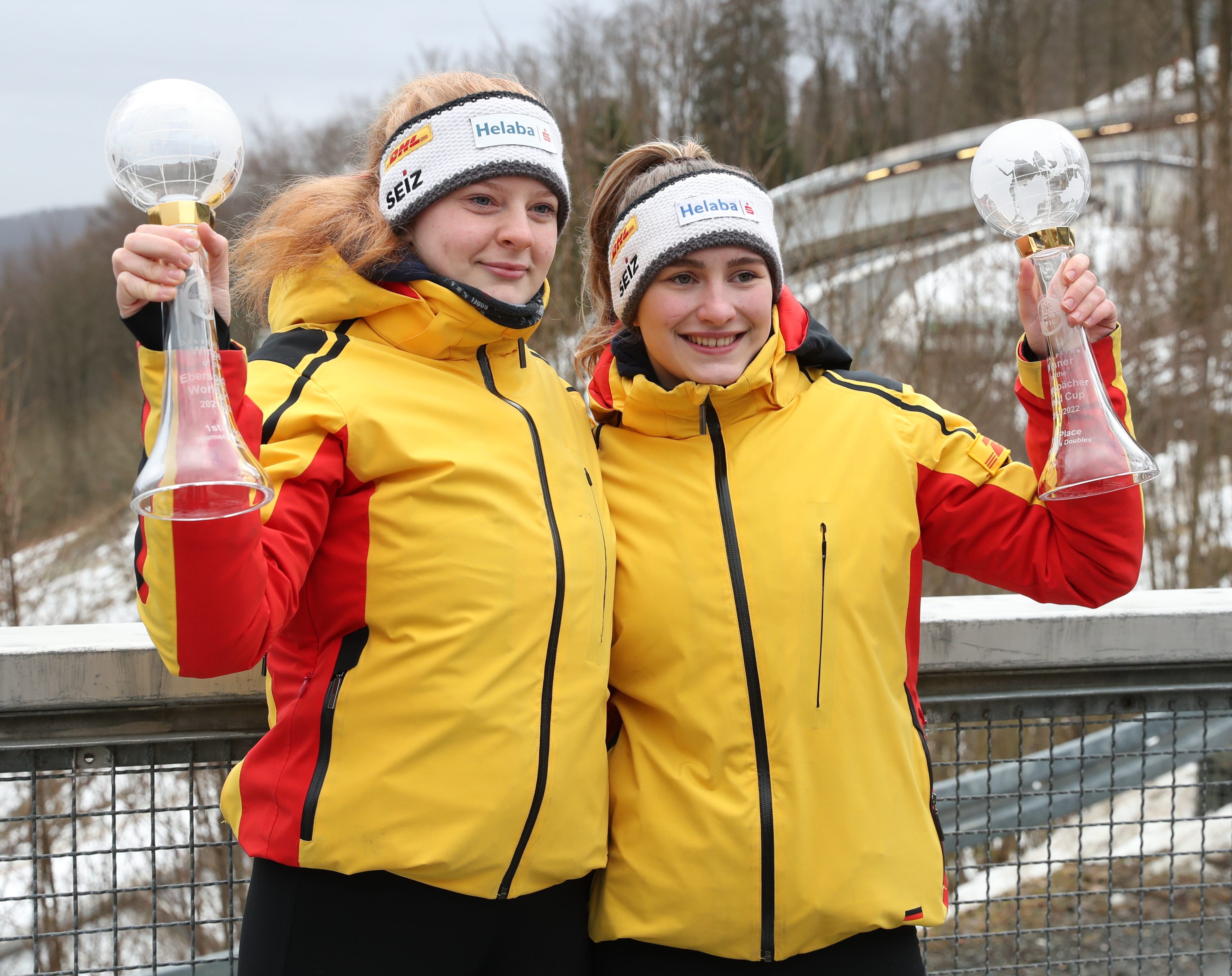
Romaneko/Patz

## Änderungen

### Sportliches Regelwerk
Nachdem das Internationale Olympische Komitee am 24. Juni 2022 die Aufnahme der Disziplin des Doppelsitzers der Frauen in das Programm für die Olympischen Winterspiele 2026 in Mailand und Cortina d’Ampezzo beschlossen hatte, wurden durch die Fédération Internationale de Luge de Course verschiedene Änderungen mit Auswirkungen für den Weltcup vorgenommen. Fand die Austragung des Frauen-Doppelsitzers in der Saison 2021/22 noch im Rahmen des Junioren-Weltcups statt, werden die Rennen mit Beginn der Saison 2022/23 Teil der regulären Weltcupveranstaltungen.
Bedeutende Änderungen betrafen die Startfelder für den Weltcup: Zum einen wurde die maximale Zahl von Startplätzen pro Nation im Einsitzer der Männer von fünf auf vier reduziert. Auch für den Nationencup wurde eine Reduzierung von drei auf zwei Startplätzen für den Männer-Einsitzer umgesetzt. Damit gelten nun maximal vier Startplätze im Einsitzer und drei Startplätze im Doppelsitzer pro Nation und Geschlecht. Zusatzstartende sind im Nationencup weiterhin erlaubt. Zum anderen wurde auch die Größe des Startfeldes für den Weltcup angepasst. Die Zahl der Starter im Einsitzer der Männer wurde von 32 auf 30 reduziert, die Zahl der Starterinnen im Einsitzer der Frauen von 28 auf 30 erhöht. In diesem Zuge wurde auch die Gesetztengruppe im Einsitzer der Männer von 15 auf 12 Plätze reduziert, womit nun im Einsitzer jeweils 12 Plätze für das Weltcuprennen qualifiziert sind und 18 Plätze über den Nationencup zu vergeben sind.
Zudem wurden seitens des FIL Änderungen am Reglement der Doppelsitzerschlitten vorgenommen. Auf dem Jahreskongress im Juni 2022 wurde die Einführung von Einheitsschlitten beschlossen. Die Lage der Rodelschlitten wird dadurch tiefer, die Kufen und Lenkhörnchen erhalten einen größeren vorgeschriebenen Abstand. Eine bessere Lenkbarkeit und verringerte Geschwindigkeit sollen Folge dieser Änderungen sein, von denen sich die FIL einen Vorteil für schwächere Nationen erhofft. Seitens verschiedener Athleten der etablierten Nationen – darunter beispielsweise Toni Eggert und Sascha Benecken (Deutschland) – gab es Kritik an den spät beschlossenen Regeländerungen, die in eine Zeit fielen, zu der bereits umfangreiche Vorbereitungen für die neue Weltcupsaison begonnen hatten.

### Starterfeld
Nach den Olympischen Winterspielen 2022 beendeten verschiedene Sportlerinnen und Sportler ihre aktiven Laufbahnen. Im Einsitzer der Männer waren dies unter anderem Olympia- und Gesamtweltcupsieger Johannes Ludwig, Chris Eißler, Riks Rozītis, Artūrs Dārznieks sowie Reinhard Egger, Pawel Angelow und Lim Nam-kyu. Von den Starterinnen im Einsitzer der Frauen beendeten unter anderem mit Elīza Tīruma und Ulla Zirne zwei langjährige Weltcupstarterinnen Lettlands ihre Laufbahn, darüber hinaus mit Daria Obratov eine weitere langjährige Weltcupstarterin. Auch die Olympiastarterinnen Makena Hodgson (Kanada) und Aileen Frisch (Südkorea) beendeten ihre sportlichen Laufbahnen, ebenso wie Cezara Curmei aus Rumänien. Natalie Geisenberger unterbrach ihre Laufbahn erneut aufgrund einer Schwangerschaft. Auch Justīne Maskale, Starterin der Olympischen Jugend-Winterspiele von 2020 und dortige Bronzemedaillengewinnerin mit der lettischen Teamstaffel, beendete ihre Karriere und wurde Trainerin im lettischen Nationalteam. Aufgrund von anhaltenden gesundheitlichen Problemen beendete zudem die deutsche Nachwuchsstarterin Laura Skel ihre Leistungssportlaufbahn.
Bei den Doppelsitzerstartern trat der US-Amerikaner Jayson Terdiman zurück, er wurde Trainer im Nachwuchs von USA Luge. Das lettische Brüderpaar Andris und Juris Šics (Sprintweltcupsieger der Vorsaison) sowie die Kanadier Tristan Walker und Justin Snith beendeten ihre Karrieren.

### Sportliche Leitungen
Nachdem bereits in der Saison 2021/22 Hansjörg Raffl als Technischer Delegierter des Elite-Weltcups fungierte, gab Christian Eigentler, bis zum Ende der Saison 2021/22 Technischer Direktor Kunstbahn der Fédération Internationale de Luge de Course, seinen Posten auf. Ihm folgte Andris Šics im Amt beim Weltverband; sein Bruder und Doppelsitzerpartner Juris wurde Trainer der italienischen Rennrodeldoppelsitzer. Christian Eigentler übernahm den Posten des Cheftrainers Kunstbahn des Österreichischen Rodelverbandes als Nachfolger von René Friedl, der in den Nachwuchsbereich wechselte und dem Verband als Sportdirektor erhalten blieb. Neuer Cheftrainer der österreichischen Junioren wurde Lukas Schlierenzauer, Bruder des ehemaligen Skispringers Gregor Schlierenzauer. Der Österreichische Verband verpflichtete zudem Georg Hackl vom Bob- und Schlittenverband für Deutschland als neuen Techniktrainer. Seinen Posten in Deutschland übernahm Christian Thurner, während Cheftrainer Norbert Loch seinen Vertrag um vier Jahre verlängerte. Martin Hillebrand, der zuvor bereits viele Jahre für den deutschen Verband, von 2011 bis 2014 für Russland, 2014 bis 2016 für Österreich und in der Folge auch für Italien als Athletiktrainer tätig sowie ab Mai 2020 erneut beim österreichische Verband in gleicher Funktion angestellt war, beendete seine Tätigkeit für Österreich und wurde als Starttrainer Teil des US-amerikanischen Trainerteams.
Wolfgang Staudinger, seit 2007 Cheftrainer des kanadischen Teams, hatte bereits im Laufe der Saison 2021/22 das Ende seiner Tätigkeit für den kanadischen Verband bekanntgegeben. Er übernahm in der Folge den Posten des Cheftrainers in Südkorea. Staudingers Posten bei Luge Canada übernahm Robert Fegg, der zuvor in gleicher Funktion bei USA Luge tätig war. Für den US-amerikanischen Verband übernahmen Ľubomír Mick und Kaspars Dumpis die Position von Fegg. Der zurückgetretene lettische Olympiastarter Artūrs Dārznieks übernahm die Position des Assistenztrainers im Juniorenteam von USA Luge.
Maciej Kurowski, der seit 2018 als Trainer der vom Internationalen Rodelverband unterstützten internationalen Trainingsgruppe der allgemeinen Klasse tätig war, gab diese Position auf und wechselte in das Trainerteam von Wolfgang Staudinger in Südkorea. Seine Nachfolge bei der FIL-Gruppe 1 übernahm Ioan Apostol. Für die FIL-Gruppe der Jugend A verpflichtete die FIL Bogdan Macovei und Mārtiņš Lozbers als dessen Assistenten. Fred Zimny, der zuvor Entwicklungsmanager der FIL wurde, übernahm in seiner neuen Rolle als FIL-Entwicklungsdirektor auch die Verantwortung für das Naturbahnrodeln.

## Terminkalender
Der Weltcupkalender wurde von der Fédération Internationale de Luge de Course am 23. Mai 2022 bekanntgegeben. Den Saisonauftakt sollte ein Doppelweltcup auf dem Olympia-Eiskanal in Innsbruck-Igls bilden. Mit dem Whistler Sliding Centre im kanadischen Whistler (British Columbia) und dem Utah Olympic Park Track im US-amerikanischen Park City folgen zwei nordamerikanische Stationen. Aufgrund der COVID-19-Pandemie mussten diese in den vergangenen zwei Saisons ausfallen, in Park City fand zuletzt in der Saison 2016/17 ein Elite-Weltcup statt. Nach der traditionellen Weihnachtspause startet der Weltcup im lettischen Sigulda in seine zweite Hälfte. Auf der Lillehammer Olympiske Bob- og Akebane im norwegischen Lillehammer sollten Race-in-Race mit dem Weltcup die Europameisterschaften stattfinden, ehe die Weltmeisterschaften auf der Rennrodelbahn in Oberhof stattfinden. Es folgen mit der Rennschlitten- und Bobbahn in Altenberg und der Veltins-Eisarena in Winterberg zwei deutsche Stationen, ehe das Saisonfinale erneut – wie bereits in den beiden Vorsaisons – auf dem Olympia Bob Run St. Moritz–Celerina steigen sollte. Anfang August 2022 wurde der Weltcupauftakt in Innsbruck-Igls aufgrund der wegen der Fußball-Weltmeisterschaft 2022 nicht garantierten Fernsehzeit und -übertragung abgesagt. Wenige Tage später gab die FIL bekannt, dass die Veranstaltung Ende Februar 2023 als Weltcupfinale in Winterberg nachgeholt werden soll. Im November 2022 gab der Weltverband die Verlegung des fünften Weltcupwochenendes inkl. Europameisterschaften aufgrund von „organisatorischen Gründen“ von Lillehammer nach Sigulda bekannt, wo nun ein Doppel-Weltcup ausgetragen werden soll.
Insgesamt sind neun Weltcupwochenenden in sechs Ländern geplant. An sechs Weltcupwochenenden (Whistler, Sigulda I und II, Altenberg, St. Moritz–Celerina und Winterberg II) sollen Teamstaffelwettbewerbe, an drei Wochenenden (Innsbruck-Igls, Park City sowie Winterberg I) Sprintwettbewerbe veranstaltet werden.

### Weltcup
| Datum                                                            | Ort                                            | Disziplin    | Disziplin       | Erster Platz                                                             | Zweiter Platz                                                                   | Dritter Platz                                                                    |
| ---------------------------------------------------------------- | ---------------------------------------------- | ------------ | --------------- | ------------------------------------------------------------------------ | ------------------------------------------------------------------------------- | -------------------------------------------------------------------------------- |
| 3. bis 4. Dezember 2022                                          | Innsbruck-Igls ursprünglich: Innsbruck-Igls II | Einsitzer    | Frauen          | Madeleine Egle                                                           | Emily Sweeney                                                                   | Julia Taubitz                                                                    |
| 3. bis 4. Dezember 2022                                          | Innsbruck-Igls ursprünglich: Innsbruck-Igls II | Einsitzer    | Frauen (Sprint) | Madeleine Egle                                                           | Emily Sweeney                                                                   | Julia Taubitz                                                                    |
| 3. bis 4. Dezember 2022                                          | Innsbruck-Igls ursprünglich: Innsbruck-Igls II | Einsitzer    | Männer          | Nico Gleirscher                                                          | Wolfgang Kindl                                                                  | Jonas Müller                                                                     |
| 3. bis 4. Dezember 2022                                          | Innsbruck-Igls ursprünglich: Innsbruck-Igls II | Einsitzer    | Männer (Sprint) | Nico Gleirscher                                                          | Wolfgang Kindl                                                                  | Dominik Fischnaller                                                              |
| 3. bis 4. Dezember 2022                                          | Innsbruck-Igls ursprünglich: Innsbruck-Igls II | Doppelsitzer | Frauen          | Selina Egle / Lara Kipp                                                  | Jessica Degenhardt / Cheyenne Rosenthal                                         | Andrea Vötter / Marion Oberhofer                                                 |
| 3. bis 4. Dezember 2022                                          | Innsbruck-Igls ursprünglich: Innsbruck-Igls II | Doppelsitzer | Frauen (Sprint) | Selina Egle / Lara Kipp                                                  | Andrea Vötter / Marion Oberhofer                                                | Anda Upīte / Sanija Ozoliņa                                                      |
| 3. bis 4. Dezember 2022                                          | Innsbruck-Igls ursprünglich: Innsbruck-Igls II | Doppelsitzer | Männer          | Juri Gatt / Riccardo Schöpf                                              | Thomas Steu / Lorenz Koller                                                     | Yannick Müller / Armin Frauscher                                                 |
| 3. bis 4. Dezember 2022                                          | Innsbruck-Igls ursprünglich: Innsbruck-Igls II | Doppelsitzer | Männer (Sprint) | Yannick Müller / Armin Frauscher                                         | Mārtiņš Bots / Roberts Plūme                                                    | Hannes Orlamünder / Paul Gubitz                                                  |
| 9. bis 10. Dezember 2022                                         | Whistler                                       | Einsitzer    | Frauen          | Madeleine Egle                                                           | Julia Taubitz                                                                   | Merle Fräbel                                                                     |
| 9. bis 10. Dezember 2022                                         | Whistler                                       | Einsitzer    | Männer          | Felix Loch                                                               | Wolfgang Kindl                                                                  | Dominik Fischnaller                                                              |
| 9. bis 10. Dezember 2022                                         | Whistler                                       | Doppelsitzer | Frauen          | Andrea Vötter / Marion Oberhofer                                         | Selina Egle / Lara Kipp                                                         | Jessica Degenhardt / Cheyenne Rosenthal                                          |
| 9. bis 10. Dezember 2022                                         | Whistler                                       | Doppelsitzer | Männer          | Toni Eggert / Sascha Benecken                                            | Tobias Wendl / Tobias Arlt                                                      | Juri Gatt / Riccardo Schöpf                                                      |
| 9. bis 10. Dezember 2022                                         | Whistler                                       | Teamstaffel  | Teamstaffel     | DeutschlandJulia Taubitz Felix Loch Toni Eggert / Sascha Benecken        | LettlandElīna Ieva Vītola Kristers Aparjods Mārtiņš Bots / Roberts Plūme        | ÖsterreichMadeleine Egle Wolfgang Kindl Juri Gatt / Riccardo Schöpf              |
| 16. bis 17. Dezember 2022 zugleich: APM 2022                     | Park City                                      | Einsitzer    | Frauen          | Dajana Eitberger                                                         | Emily Sweeney                                                                   | Julia Taubitz                                                                    |
| 16. bis 17. Dezember 2022 zugleich: APM 2022                     | Park City                                      | Einsitzer    | Frauen (Sprint) | Julia Taubitz                                                            | Dajana Eitberger                                                                | Brittney Arndt                                                                   |
| 16. bis 17. Dezember 2022 zugleich: APM 2022                     | Park City                                      | Einsitzer    | Männer          | Dominik Fischnaller                                                      | Felix Loch                                                                      | David Gleirscher                                                                 |
| 16. bis 17. Dezember 2022 zugleich: APM 2022                     | Park City                                      | Einsitzer    | Männer (Sprint) | Dominik Fischnaller                                                      | David Gleirscher                                                                | Felix Loch                                                                       |
| 16. bis 17. Dezember 2022 zugleich: APM 2022                     | Park City                                      | Doppelsitzer | Frauen          | Andrea Vötter / Marion Oberhofer                                         | Jessica Degenhardt / Cheyenne Rosenthal                                         | Caitlin Nash / Natalie Corless                                                   |
| 16. bis 17. Dezember 2022 zugleich: APM 2022                     | Park City                                      | Doppelsitzer | Frauen (Sprint) | Selina Egle / Lara Kipp                                                  | Andrea Vötter / Marion Oberhofer                                                | Jessica Degenhardt / Cheyenne Rosenthal                                          |
| 16. bis 17. Dezember 2022 zugleich: APM 2022                     | Park City                                      | Doppelsitzer | Männer          | Toni Eggert / Sascha Benecken                                            | Juri Gatt / Riccardo Schöpf                                                     | Tobias Wendl / Tobias Arlt                                                       |
| 16. bis 17. Dezember 2022 zugleich: APM 2022                     | Park City                                      | Doppelsitzer | Männer (Sprint) | Tobias Wendl / Tobias Arlt                                               | Toni Eggert / Sascha Benecken                                                   | Yannick Müller / Armin Frauscher                                                 |
| 7. bis 8. Januar 2023                                            | Sigulda I                                      | Einsitzer    | Frauen          | Dajana Eitberger                                                         | Elīna Ieva Vītola                                                               | Julia Taubitz                                                                    |
| 7. bis 8. Januar 2023                                            | Sigulda I                                      | Einsitzer    | Männer          | Kristers Aparjods                                                        | Max Langenhan                                                                   | Dominik Fischnaller                                                              |
| 7. bis 8. Januar 2023                                            | Sigulda I                                      | Doppelsitzer | Frauen          | Anda Upīte / Sanija Ozoliņa                                              | Chevonne Forgan / Sophia Kirkby                                                 | Jessica Degenhardt / Cheyenne Rosenthal                                          |
| 7. bis 8. Januar 2023                                            | Sigulda I                                      | Doppelsitzer | Männer          | Mārtiņš Bots / Roberts Plūme                                             | Tobias Wendl / Tobias Arlt                                                      | Emanuel Rieder / Simon Kainzwaldner                                              |
| 7. bis 8. Januar 2023                                            | Sigulda I                                      | Teamstaffel  | Teamstaffel     | LettlandElīna Ieva Vītola Kristers Aparjods Mārtiņš Bots / Roberts Plūme | DeutschlandDajana Eitberger Felix Loch Tobias Wendl / Tobias Arlt               | Vereinigte StaatenEmily Sweeney Tucker West Zachary DiGregorio / Sean Hollander  |
| 14. bis 15. Januar 2023 zugleich: EM 2023                        | Sigulda II ursprünglich: Lillehammer           | Einsitzer    | Frauen          | Anna Berreiter                                                           | Dajana Eitberger                                                                | Elīna Ieva Vītola                                                                |
| 14. bis 15. Januar 2023 zugleich: EM 2023                        | Sigulda II ursprünglich: Lillehammer           | Einsitzer    | Männer          | Max Langenhan                                                            | Felix Loch                                                                      | Kristers Aparjods                                                                |
| 14. bis 15. Januar 2023 zugleich: EM 2023                        | Sigulda II ursprünglich: Lillehammer           | Doppelsitzer | Frauen          | Andrea Vötter / Marion Oberhofer                                         | Anda Upīte / Sanija Ozoliņa                                                     | Jessica Degenhardt / Cheyenne Rosenthal                                          |
| 14. bis 15. Januar 2023 zugleich: EM 2023                        | Sigulda II ursprünglich: Lillehammer           | Doppelsitzer | Männer          | Tobias Wendl / Tobias Arlt                                               | Mārtiņš Bots / Roberts Plūme                                                    | Eduards Ševics-Mikeļševics / Lūkass Krasts                                       |
| 14. bis 15. Januar 2023 zugleich: EM 2023                        | Sigulda II ursprünglich: Lillehammer           | Teamstaffel  | Teamstaffel     | LettlandElīna Ieva Vītola Kristers Aparjods Mārtiņš Bots / Roberts Plūme | DeutschlandAnna Berreiter Max Langenhan Tobias Wendl / Tobias Arlt              | ItalienSandra Robatscher Dominik Fischnaller Emanuel Rieder / Simon Kainzwaldner |
| 27. bis 29. Januar 2023: Weltmeisterschaften in Oberhof          |                                                |              |                 |                                                                          |                                                                                 |                                                                                  |
| 4. bis 5. Februar 2023                                           | Altenberg                                      | Einsitzer    | Frauen          | Julia Taubitz                                                            | Anna Berreiter                                                                  | Dajana Eitberger                                                                 |
| 4. bis 5. Februar 2023                                           | Altenberg                                      | Einsitzer    | Männer          | Max Langenhan                                                            | Dominik Fischnaller                                                             | Felix Loch                                                                       |
| 4. bis 5. Februar 2023                                           | Altenberg                                      | Doppelsitzer | Frauen          | Andrea Vötter / Marion Oberhofer                                         | Jessica Degenhardt / Cheyenne Rosenthal                                         | Selina Egle / Lara Kipp                                                          |
| 4. bis 5. Februar 2023                                           | Altenberg                                      | Doppelsitzer | Männer          | Toni Eggert / Sascha Benecken                                            | Tobias Wendl / Tobias Arlt                                                      | Mārtiņš Bots / Roberts Plūme                                                     |
| 4. bis 5. Februar 2023                                           | Altenberg                                      | Teamstaffel  | Teamstaffel     | ÖsterreichMadeleine Egle Wolfgang Kindl Yannick Müller / Armin Frauscher | DeutschlandJulia Taubitz Max Langenhan Toni Eggert / Sascha Benecken            | LettlandElīna Ieva Vītola Kristers Aparjods Mārtiņš Bots / Roberts Plūme         |
| 11. bis 12. Februar 2023                                         | Winterberg I                                   | Einsitzer    | Frauen          | Julia Taubitz                                                            | Anna Berreiter                                                                  | Emily Sweeney                                                                    |
| 11. bis 12. Februar 2023                                         | Winterberg I                                   | Einsitzer    | Frauen (Sprint) | Julia Taubitz                                                            | Kendija Aparjode                                                                | Merle Fräbel                                                                     |
| 11. bis 12. Februar 2023                                         | Winterberg I                                   | Einsitzer    | Männer          | Max Langenhan                                                            | Jonas Müller                                                                    | Felix Loch                                                                       |
| 11. bis 12. Februar 2023                                         | Winterberg I                                   | Einsitzer    | Männer (Sprint) | Max Langenhan                                                            | Jonas Müller                                                                    | Felix Loch                                                                       |
| 11. bis 12. Februar 2023                                         | Winterberg I                                   | Doppelsitzer | Frauen          | Jessica Degenhardt / Cheyenne Rosenthal                                  | Selina Egle / Lara Kipp                                                         | Andrea Vötter / Marion Oberhofer                                                 |
| 11. bis 12. Februar 2023                                         | Winterberg I                                   | Doppelsitzer | Frauen (Sprint) | Anda Upīte / Sanija Ozoliņa                                              | Andrea Vötter / Marion Oberhofer                                                | Nadia Falkensteiner / Annalena Huber                                             |
| 11. bis 12. Februar 2023                                         | Winterberg I                                   | Doppelsitzer | Männer          | Tobias Wendl / Tobias Arlt                                               | Toni Eggert / Sascha Benecken                                                   | Mārtiņš Bots / Roberts Plūme                                                     |
| 11. bis 12. Februar 2023                                         | Winterberg I                                   | Doppelsitzer | Männer (Sprint) | Tobias Wendl / Tobias Arlt                                               | Toni Eggert / Sascha Benecken                                                   | Juri Gatt / Riccardo Schöpf                                                      |
| 18. bis 19. Februar 2023                                         | St. Moritz–Celerina                            | Einsitzer    | Frauen          | Dajana Eitberger                                                         | Julia Taubitz                                                                   | Anna Berreiter                                                                   |
| 18. bis 19. Februar 2023                                         | St. Moritz–Celerina                            | Einsitzer    | Männer          | Max Langenhan                                                            | Felix Loch                                                                      | Kristers Aparjods                                                                |
| 18. bis 19. Februar 2023                                         | St. Moritz–Celerina                            | Doppelsitzer | Frauen          | Jessica Degenhardt / Cheyenne Rosenthal                                  | Andrea Vötter / Marion Oberhofer                                                | Viktorija Ziediņa / Selīna Zvilna                                                |
| 18. bis 19. Februar 2023                                         | St. Moritz–Celerina                            | Doppelsitzer | Männer          | Tobias Wendl / Tobias Arlt                                               | Toni Eggert / Sascha Benecken                                                   | Mārtiņš Bots / Roberts Plūme                                                     |
| 18. bis 19. Februar 2023                                         | St. Moritz–Celerina                            | Teamstaffel  | Teamstaffel     | DeutschlandDajana Eitberger Max Langenhan Tobias Wendl / Tobias Arlt     | Vereinigte StaatenEmily Sweeney Tucker West Zachary DiGregorio / Sean Hollander | ÖsterreichMadeleine Egle Nico Gleirscher Thomas Steu / Lorenz Koller             |
| 25. bis 26. Februar 2023 ursprünglich: 26. bis 27. November 2022 | Winterberg II ursprünglich: Innsbruck-Igls I   | Einsitzer    | Frauen          | Madeleine Egle                                                           | Lisa Schulte                                                                    | Anna Berreiter                                                                   |
| 25. bis 26. Februar 2023 ursprünglich: 26. bis 27. November 2022 | Winterberg II ursprünglich: Innsbruck-Igls I   | Einsitzer    | Männer          | Max Langenhan                                                            | Jonas Müller                                                                    | Nico Gleirscher                                                                  |
| 25. bis 26. Februar 2023 ursprünglich: 26. bis 27. November 2022 | Winterberg II ursprünglich: Innsbruck-Igls I   | Doppelsitzer | Frauen          | Selina Egle / Lara Kipp                                                  | Jessica Degenhardt / Cheyenne Rosenthal                                         | Andrea Vötter / Marion Oberhofer                                                 |
| 25. bis 26. Februar 2023 ursprünglich: 26. bis 27. November 2022 | Winterberg II ursprünglich: Innsbruck-Igls I   | Doppelsitzer | Männer          | Tobias Wendl / Tobias Arlt                                               | Toni Eggert / Sascha Benecken                                                   | Juri Gatt / Riccardo Schöpf                                                      |
| 25. bis 26. Februar 2023 ursprünglich: 26. bis 27. November 2022 | Winterberg II ursprünglich: Innsbruck-Igls I   | Teamstaffel  | Teamstaffel     | ÖsterreichMadeleine Egle Jonas Müller Juri Gatt / Riccardo Schöpf        | DeutschlandAnna Berreiter Max Langenhan Tobias Wendl / Tobias Arlt              | Vereinigte StaatenEmily Sweeney Tucker West Zachary DiGregorio / Sean Hollander  |

### Nationencup
Der Nationencup dient zur Qualifikation der schwächeren, nicht gesetzten Athleten und Athletinnen für die Weltcup-Rennen. Auch Starter und Starterinnen, die sich nicht für das eigentliche Weltcup-Rennen qualifizieren erhalten aufgrund ihrer Platzierungen im Nationencup Weltcup-Punkte. Zudem gibt es eine eigene Wertung des Nationencups mit demselben Punktesystem wie im Weltcup. Neben den Startern und Starterinnen, die sich für den Weltcup qualifizieren können, sind üblicherweise auch zusätzliche Fahrer und Fahrerinnen erlaubt, die ohne Qualifikationschance für den Weltcup antreten.
| Datum                                            | Ort                                            | Disziplin    | Disziplin | Erster Platz | Zweiter Platz | Dritter Platz |
| ------------------------------------------------ | ---------------------------------------------- | ------------ | --------- | --- | --- | --- |
| 2. Dezember 2022                                 | Innsbruck-Igls ursprünglich: Innsbruck-Igls II | Einsitzer    | Frauen    | Emily Sweeney | Merle Fräbel | Dajana Eitberger |
| 2. Dezember 2022                                 | Innsbruck-Igls ursprünglich: Innsbruck-Igls II | Einsitzer    | Männer    | Leon Felderer | Tucker West | Jonathan Eric Gustafson |
| 2. Dezember 2022                                 | Innsbruck-Igls ursprünglich: Innsbruck-Igls II | Doppelsitzer | Frauen    | Selina Egle / Lara Kipp | Andrea Vötter / Marion Oberhofer                                                                                           | Jessica Degenhardt / Cheyenne Rosenthal                                                                                    |
| 2. Dezember 2022                                 | Innsbruck-Igls ursprünglich: Innsbruck-Igls II | Doppelsitzer | Männer    | Zachary DiGregorio / Sean Hollander                                                                                        | Hannes Orlamünder / Paul Gubitz                                                                                            | Dana Kellogg / Duncan Segger                                                                                               |
| 8. Dezember 2022                                 | Whistler                                       | Einsitzer    | Frauen    | Dajana Eitberger | Lisa Schulte | Merle Fräbel |
| 8. Dezember 2022                                 | Whistler                                       | Einsitzer    | Männer    | Tucker West | Christopher Mazdzer | Alexander Michael Ferlazzo                                                                                                 |
| 8. Dezember 2022                                 | Whistler                                       | Doppelsitzer | Frauen    | Jessica Degenhardt / Cheyenne Rosenthal                                                                                    | Selina Egle / Lara Kipp | Andrea Vötter / Marion Oberhofer                                                                                           |
| 8. Dezember 2022                                 | Whistler                                       | Doppelsitzer | Männer    | Devin Wardrope / Cole Anthony Zajanski                                                                                     | Eduards Ševics-Mikeļševics / Lūkass Krasts                                                                                 | Zachary DiGregorio / Sean Hollander                                                                                        |
| 15. Dezember 2022                                | Park City                                      | Einsitzer    | Frauen    | Brittney Arndt | Lisa Schute | Ashley Farquharson |
| 15. Dezember 2022                                | Park City                                      | Einsitzer    | Männer    | Mathis Ertel | Christopher Mazdzer | David Nößler |
| 15. Dezember 2022                                | Park City                                      | Doppelsitzer | Frauen    | Selina Egle / Lara Kipp | Andrea Vötter / Marion Oberhofer                                                                                           | Jessica Degenhardt / Cheyenne Rosenthal                                                                                    |
| 15. Dezember 2022                                | Park City                                      | Doppelsitzer | Männer    | Dana Kellogg / Duncan Segger                                                                                               | Devin Wardrope / Cole Anthony Zajanski                                                                                     | Eduards Ševics-Mikeļševics / Lūkass Krasts                                                                                 |
| 6. Januar 2023                                   | Sigulda I                                      | Einsitzer    | Frauen    | Sandra Robatscher | Elīna Ieva Vītola | Kendija Aparjode |
| 6. Januar 2023                                   | Sigulda I                                      | Einsitzer    | Männer    | Max Langenhan | Andrij Mandsij | Svante Kohala |
| 6. Januar 2023                                   | Sigulda I                                      | Doppelsitzer | Frauen    | Keine Austragung, da alle gemeldeten Starterinnen über die Gesetztenliste direkt für das Weltcuprennen qualifiziert waren. | Keine Austragung, da alle gemeldeten Starterinnen über die Gesetztenliste direkt für das Weltcuprennen qualifiziert waren. | Keine Austragung, da alle gemeldeten Starterinnen über die Gesetztenliste direkt für das Weltcuprennen qualifiziert waren. |
| 6. Januar 2023                                   | Sigulda I                                      | Doppelsitzer | Männer    | Emanuel Rieder / Simon Kainzwaldner                                                                                        | Wojciech Chmielewski Jakub Kowalewski                                                                                      | Tomáš Vaverčák / Matej Zmij                                                                                                |
| 13. Januar 2023                                  | Sigulda II ursprünglich: Lillehammer           | Einsitzer    | Frauen    | Kendija Aparjode | Sigita Bērziņa | Merle Fräbel |
| 13. Januar 2023                                  | Sigulda II ursprünglich: Lillehammer           | Einsitzer    | Männer    | Alexander Michael Ferlazzo                                                                                                 | Anton Dukatsch | Lukas Gufler |
| 13. Januar 2023                                  | Sigulda II ursprünglich: Lillehammer           | Doppelsitzer | Frauen    | Keine Austragung, da alle gemeldeten Starterinnen über die Gesetztenliste direkt für das Weltcuprennen qualifiziert waren. | Keine Austragung, da alle gemeldeten Starterinnen über die Gesetztenliste direkt für das Weltcuprennen qualifiziert waren. | Keine Austragung, da alle gemeldeten Starterinnen über die Gesetztenliste direkt für das Weltcuprennen qualifiziert waren. |
| 13. Januar 2023                                  | Sigulda II ursprünglich: Lillehammer           | Doppelsitzer | Männer    | Yannick Müller / Armin Frauscher                                                                                           | Tomáš Vaverčák / Matej Zmij                                                                                                | Ihor Hoj / Rostyslaw Lewkowytsch                                                                                           |
| 3. Februar 2023                                  | Altenberg                                      | Einsitzer    | Frauen    | Madeleine Egle | Summer Britcher | Hannah Prock |
| 3. Februar 2023                                  | Altenberg                                      | Einsitzer    | Männer    | Sebastian Bley | Jonathan Eric Gustafson | Moritz Bollmann |
| 3. Februar 2023                                  | Altenberg                                      | Doppelsitzer | Frauen    | Nadia Falkensteiner / Annalena Huber                                                                                       | Viktorija Ziediņa / Selīna Zvilna                                                                                          | Anna Čežíková / Lucie Jansová                                                                                              |
| 3. Februar 2023                                  | Altenberg                                      | Doppelsitzer | Männer    | Robin Geueke / David Gamm                                                                                                  | Max Ewald / Jakob Jannusch                                                                                                 | Tomáš Vaverčák / Matej Zmij                                                                                                |
| 10. Februar 2023                                 | Winterberg I                                   | Einsitzer    | Frauen    | Hannah Prock | Lisa Schulte | Emily Sweeney |
| 10. Februar 2023                                 | Winterberg I                                   | Einsitzer    | Männer    | Valentin Crețu | Florian Müller | Jonathan Eric Gustafson |
| 10. Februar 2023                                 | Winterberg I                                   | Doppelsitzer | Frauen    | Keine Austragung, da alle gemeldeten Starterinnen über die Gesetztenliste direkt für das Weltcuprennen qualifiziert waren. | Keine Austragung, da alle gemeldeten Starterinnen über die Gesetztenliste direkt für das Weltcuprennen qualifiziert waren. | Keine Austragung, da alle gemeldeten Starterinnen über die Gesetztenliste direkt für das Weltcuprennen qualifiziert waren. |
| 10. Februar 2023                                 | Winterberg I                                   | Doppelsitzer | Männer    | Juri Gatt / Riccardo Schöpf                                                                                                | Robin Geueke / David Gamm                                                                                                  | Max Ewald / Jakob Jannusch                                                                                                 |
| 17. Februar 2023                                 | St. Moritz–Celerina                            | Einsitzer    | Frauen    | Hannah Prock | Lisa Schulte | Verena Hofer |
| 17. Februar 2023                                 | St. Moritz–Celerina                            | Einsitzer    | Männer    | Leon Felderer | Timon Grancagnolo | Valentin Crețu |
| 17. Februar 2023                                 | St. Moritz–Celerina                            | Doppelsitzer | Frauen    | Lisa Zimmermann / Dorothea Schwarz                                                                                         | Alle weiteren gemeldeten Starterinnen waren über die Gesetztenliste direkt für das Weltcuprennen qualifiziert.             | Alle weiteren gemeldeten Starterinnen waren über die Gesetztenliste direkt für das Weltcuprennen qualifiziert.             |
| 17. Februar 2023                                 | St. Moritz–Celerina                            | Doppelsitzer | Männer    | Tomáš Vaverčák / Matej Zmij                                                                                                | Tudor-Ștefan Handaric / Sebastian Motzca                                                                                   | Filip Vejdělek / Zdeněk Pěkný                                                                                              |
| 24. Februar 2023 ursprünglich: 25. November 2022 | Winterberg II ursprünglich: Innsbruck-Igls I   | Einsitzer    | Frauen    | Lisa Schulte | Marion Oberhofer | Raluca Strămăturaru |
| 24. Februar 2023 ursprünglich: 25. November 2022 | Winterberg II ursprünglich: Innsbruck-Igls I   | Einsitzer    | Männer    | Leon Felderer | David Nößler | Svante Kohala |
| 24. Februar 2023 ursprünglich: 25. November 2022 | Winterberg II ursprünglich: Innsbruck-Igls I   | Doppelsitzer | Frauen    | Keine Austragung, da alle gemeldeten Starterinnen über die Gesetztenliste direkt für das Weltcuprennen qualifiziert waren. | Keine Austragung, da alle gemeldeten Starterinnen über die Gesetztenliste direkt für das Weltcuprennen qualifiziert waren. | Keine Austragung, da alle gemeldeten Starterinnen über die Gesetztenliste direkt für das Weltcuprennen qualifiziert waren. |
| 24. Februar 2023 ursprünglich: 25. November 2022 | Winterberg II ursprünglich: Innsbruck-Igls I   | Doppelsitzer | Männer    | Juri Gatt / Riccardo Schöpf                                                                                                | Tudor-Ștefan Handaric / Sebastian Motzca                                                                                   | Filip Vejdělek / Zdeněk Pěkný                                                                                              |

## Gesamtstände

### Weltcup

#### Einsitzer der Frauen
| Athletin                 | Weltcup | Weltcup     | Sprint-Weltcup | Sprint-Weltcup | Gesamtweltcup | Gesamtweltcup |
| Athletin                 | Punkte  | Platzierung | Punkte         | Platzierung    | Punkte        | Platzierung   |
| ------------------------ | ------- | ----------- | -------------- | -------------- | ------------- | ------------- |
| Julia Taubitz            | 677     | 1           | 270            | 1              | 947           | 1             |
| Dajana Eitberger         | 661     | 2           | 191            | 2              | 852           | 2             |
| Anna Berreiter           | 640     | 3           | 149            | 6              | 789           | 3             |
| Madeleine Egle           | 545     | 4           | 158            | 4              | 703           | 4             |
| Emily Sweeney            | 442     | 5           | 160            | 3              | 602           | 5             |
| Merle Fräbel             | 385     | 7           | 157            | 5              | 542           | 6             |
| Elīna Ieva Vītola        | 420     | 6           | 106            | 10             | 526           | 7             |
| Kendija Aparjode         | 337     | 8           | 113            | 8              | 450           | 8             |
| Andrea Vötter            | 331     | 10          | 100            | 11             | 431           | 9             |
| Natalie Maag             | 331     | 10          | 98             | 12             | 429           | 10            |
| Lisa Schulte             | 337     | 8           | 81             | 14             | 418           | 11            |
| Sandra Robatscher        | 323     | 13          | 76             | 15             | 399           | 12            |
| Sigita Bērziņa           | 325     | 12          | 52             | 18             | 377           | 13            |
| Hannah Prock             | 250     | 14          | 110            | 9              | 360           | 14            |
| Ashley Farquharson       | 217     | 15          | 126            | 7              | 343           | 15            |
| Summer Britcher          | 191     | 16          | 88             | 13             | 279           | 16            |
| Verena Hofer             | 165     | 18          | 60             | 17             | 225           | 17            |
| Brittney Arndt           | 152     | 20          | 70             | 16             | 222           | 18            |
| Marion Oberhofer         | 173     | 17          | 25             | 20             | 198           | 19            |
| Nina Zöggeler            | 121     | 24          | 34             | 19             | 155           | 20            |
| Tove Kohala              | 153     | 19          |                |                | 153           | 21            |
| Klaudia Domaradzka       | 152     | 20          |                |                | 152           | 22            |
| Raluca Strămăturaru      | 138     | 22          |                |                | 138           | 23            |
| Trinity Ellis            | 126     | 23          |                |                | 126           | 24            |
| Wang Peixuan             | 120     | 25          |                |                | 143           | 25            |
| Adikeyoumu Gulijienaiti  | 104     | 26          |                |                | 104           | 26            |
| Lin Sin-rong             | 101     | 27          |                |                | 101           | 27            |
| Caitlin Nash             | 101     | 27          |                |                | 101           | 27            |
| Selina Egle              | 85      | 29          |                |                | 85            | 29            |
| Carolyn Maxwell          | 84      | 30          |                |                | 84            | 30            |
| Elsa Desmond             | 71      | 31          |                |                | 71            | 31            |
| Jung Hye-sun             | 66      | 32          |                |                | 66            | 32            |
| Olena Stezkiw            | 62      | 33          |                |                | 62            | 33            |
| Verónica María Ravenna   | 61      | 34          |                |                | 61            | 34            |
| You Do-hee               | 49      | 35          |                |                | 49            | 35            |
| Natalia Jamróz           | 41      | 36          |                |                | 41            | 36            |
| Frančeska Bona           | 41      | 36          |                |                | 41            | 36            |
| Barbara Allmaier         | 40      | 38          |                |                | 40            | 38            |
| Katarína Šimoňáková      | 36      | 39          |                |                | 36            | 39            |
| Embyr-Lee Susko          | 24      | 40          |                |                | 24            | 40            |
| Natalie Corless          | 23      | 41          |                |                | 23            | 41            |
| Mihaela-Carmen Manolescu | 21      | 42          |                |                | 21            | 42            |
| Olena Smaha              | 14      | 43          |                |                | 14            | 43            |
| Anna Čežíková            | 14      | 43          |                |                | 14            | 43            |

#### Einsitzer der Männer
| Athlet                     | Weltcup | Weltcup     | Sprint-Weltcup | Sprint-Weltcup | Gesamtweltcup | Gesamtweltcup |
| Athlet                     | Punkte  | Platzierung | Punkte         | Platzierung    | Punkte        | Platzierung   |
| -------------------------- | ------- | ----------- | -------------- | -------------- | ------------- | ------------- |
| Dominik Fischnaller        | 592     | 2           | 220            | 1              | 812           | 1             |
| Felix Loch                 | 627     | 1           | 140            | 6              | 767           | 2             |
| Max Langenhan              | 585     | 3           | 100            | 12             | 685           | 3             |
| Wolfgang Kindl             | 501     | 5           | 159            | 4              | 660           | 4             |
| David Gleirscher           | 433     | 7           | 205            | 2              | 638           | 5             |
| Kristers Aparjods          | 515     | 4           | 85             | 14             | 600           | 6             |
| Jonas Müller               | 409     | 8           | 174            | 3              | 583           | 7             |
| Nico Gleirscher            | 460     | 6           | 100            | 12             | 560           | 8             |
| Gints Bērziņš              | 366     | 9           | 101            | 10             | 467           | 9             |
| Tucker West                | 355     | 10          | 104            | 9              | 459           | 10            |
| Jozef Ninis                | 320     | 11          | 128            | 8              | 448           | 11            |
| Leon Felderer              | 257     | 14          | 144            | 5              | 401           | 12            |
| Timon Grancagnolo          | 288     | 13          | 101            | 10             | 389           | 13            |
| Jonathan Eric Gustafson    | 191     | 17          | 136            | 7              | 327           | 14            |
| David Nößler               | 294     | 12          | 32             | 18             | 326           | 15            |
| Lukas Gufler               | 197     | 15          | 28             | 21             | 225           | 16            |
| Valentin Crețu             | 172     | 19          | 36             | 17             | 208           | 17            |
| Marián Skupek              | 194     | 16          |                |                | 194           | 18            |
| Alexander Michael Ferlazzo | 137     | 21          | 50             | 15             | 187           | 19            |
| Jozef Hušla                | 185     | 18          |                |                | 185           | 20            |
| Svante Kohala              | 151     | 20          | 30             | 20             | 181           | 21            |
| Andrij Mandsij             | 107     | 24          | 32             | 18             | 139           | 22            |
| Michael Lejsek             | 126     | 22          |                |                | 126           | 23            |
| Eduard-Mihai Crăciun       | 126     | 22          |                |                | 126           | 23            |
| Christopher Mazdzer        | 72      | 29          | 42             | 16             | 114           | 25            |
| Arkadiusz Trojga           | 98      | 26          |                |                | 98            | 26            |
| Alex Gufler                | 98      | 26          |                |                | 98            | 26            |
| Anton Dukatsch             | 92      | 27          |                |                | 92            | 28            |
| Aihemaiti Alabati          | 88      | 28          |                |                | 88            | 29            |
| Mathis Ertel               | 72      | 29          |                |                | 72            | 30            |
| Mateusz Sochowicz          | 64      | 31          |                |                | 64            | 31            |
| Mirza Nikolajev            | 57      | 32          |                |                | 57            | 32            |
| Kaspars Rinks              | 57      | 32          |                |                | 57            | 32            |
| Saba Kumaritaschwili       | 47      | 34          |                |                | 47            | 34            |
| Hamza Pleho                | 37      | 35          |                |                | 37            | 35            |
| Seiya Kobayashi            | 33      | 36          |                |                | 33            | 36            |
| Lascha Mtschedliani        | 30      | 37          |                |                | 30            | 37            |
| Lukas Peccei               | 22      | 38          |                |                | 22            | 38            |
| Rasmus Moberg              | 17      | 39          |                |                | 17            | 39            |
| Luka Mtschedliani          | 14      | 40          |                |                | 14            | 40            |
| Saikeyi Jubayi             | 12      | 41          |                |                | 12            | 41            |

#### Doppelsitzer der Frauen
| Athletinnen                                    | Weltcup | Weltcup     | Sprint-Weltcup | Sprint-Weltcup | Gesamtweltcup | Gesamtweltcup |
| Athletinnen                                    | Punkte  | Platzierung | Punkte         | Platzierung    | Punkte        | Platzierung   |
| ---------------------------------------------- | ------- | ----------- | -------------- | -------------- | ------------- | ------------- |
| Andrea Vötter / Marion Oberhofer               | 755     | 1           | 255            | 1              | 1010          | 1             |
| Selina Egle / Lara Kipp                        | 660     | 3           | 255            | 1              | 915           | 2             |
| Jessica Degenhardt / Cheyenne Rosenthal        | 750     | 2           | 148            | 5              | 898           | 3             |
| Anda Upīte / Sanija Ozoliņa                    | 467     | 5           | 170            | 3              | 637           | 4             |
| Chevonne Forgan / Sophia Kirkby                | 493     | 4           | 142            | 6              | 635           | 5             |
| Raluca Strămăturaru / Mihaela-Carmen Manolescu | 386     | 6           | 112            | 9              | 498           | 6             |
| Maya Chan / Reannyn Weiler                     | 277     | 7           | 151            | 4              | 428           | 7             |
| Nadia Falkensteiner / Annalena Huber           | 210     | 8           | 125            | 7              | 335           | 8             |
| Summer Britcher / Emily Sweeney                | 175     | 10          | 120            | 8              | 295           | 9             |
| Viktorija Ziediņa / Selīna Zvilna              | 197     | 9           | 60             | 11             | 257           | 10            |
| Nikola Domowicz / Dominika Piwkowska           | 153     | 11          | 78             | 10             | 231           | 11            |
| Caitlin Nash / Natalie Corless                 | 120     | 12          | 50             | 12             | 170           | 12            |
| Olena Stezkiw / Oleksandra Moch                | 82      | 13          | 42             | 13             | 124           | 13            |
| Lisa Zimmermann / Dorothea Schwarz             | 50      | 14          |                |                | 50            | 14            |
| Anna Čežíková / Lucie Jansová                  | 46      | 15          |                |                | 46            | 15            |

#### Doppelsitzer der Männer
| Athleten                                   | Weltcup | Weltcup     | Sprint-Weltcup | Sprint-Weltcup | Gesamtweltcup | Gesamtweltcup |
| Athleten                                   | Punkte  | Platzierung | Punkte         | Platzierung    | Punkte        | Platzierung   |
| ------------------------------------------ | ------- | ----------- | -------------- | -------------- | ------------- | ------------- |
| Tobias Wendl / Tobias Arlt                 | 780     | 1           | 234            | 1              | 1014          | 1             |
| Toni Eggert / Sascha Benecken              | 730     | 2           | 225            | 2              | 955           | 2             |
| Mārtiņš Bots / Roberts Plūme               | 587     | 3           | 170            | 6              | 757           | 3             |
| Juri Gatt / Riccardo Schöpf                | 496     | 4           | 190            | 4              | 686           | 4             |
| Hannes Orlamünder / Paul Gubitz            | 425     | 5           | 175            | 5              | 600           | 5             |
| Yannick Müller / Armin Frauscher           | 385     | 9           | 206            | 3              | 591           | 6             |
| Thomas Steu / Lorenz Koller                | 410     | 7           | 147            | 7              | 557           | 7             |
| Emanuel Rieder / Simon Kainzwaldner        | 417     | 6           | 106            | 10             | 523           | 8             |
| Zachary DiGregorio / Sean Hollander        | 352     | 10          | 124            | 8              | 476           | 9             |
| Eduards Ševics-Mikeļševics / Lūkass Krasts | 388     | 8           | 70             | 14             | 458           | 10            |
| Ludwig Rieder / Patrick Rastner            | 339     | 11          | 92             | 11             | 431           | 11            |
| Wojciech Chmielewski / Jakub Kowalewski    | 299     | 12          | 108            | 9              | 407           | 12            |
| Tomáš Vaverčák / Matej Zmij                | 271     | 13          | 90             | 12             | 361           | 13            |
| Dana Kellogg / Duncan Segger               | 182     | 15          | 72             | 13             | 254           | 14            |
| Devin Wardrope / Cole Anthony Zajanski     | 186     | 14          | 34             | 16             | 220           | 15            |
| Huang Yebo / Peng Junyue                   | 173     | 16          | 25             | 19             | 198           | 16            |
| Filip Vejdělek / Zdeněk Pěkný              | 159     | 17          |                |                | 159           | 17            |
| Ivan Nagler / Fabian Malleier              | 107     | 19          | 50             | 15             | 157           | 18            |
| Tudor-Ștefan Handaric / Sebastian Motzca   | 130     | 18          | 26             | 17             | 156           | 19            |
| Ihor Hoj / Rostyslaw Lewkowytsch           | 88      | 20          | 26             | 17             | 114           | 20            |
| Saikeyi Jubayi / Shuo Hou                  | 52      | 21          | 0              | 20             | 52            | 21            |
| Marian Gîtlan / Darius Șerban              | 25      | 22          |                |                | 25            | 22            |

#### Teamstaffel
| Platzierung | Athletin            | Punkte |
| ----------- | ------------------- | ------ |
| 1           | Deutschland         | 540    |
| 2           | Lettland            | 470    |
| 3           | Österreich          | 340    |
| 4           | Vereinigte Staaten  | 335    |
| 5           | Italien             | 310    |
| 6           | Polen               | 252    |
| 7           | Volksrepublik China | 181    |
| 8           | Rumänien            | 150    |
| 9           | Ukraine             | 110    |
| 10          | Slowakei            | 55     |
| 11          | Tschechien          | 42     |
| 12          | Kanada              | 0      |

### Nationencup

#### Einsitzer der Frauen
| Platzierung | Athletin                 | Punkte |
| ----------- | ------------------------ | ------ |
| 1           | Lisa Schulte             | 440    |
| 2           | Marion Oberhofer         | 407    |
| 3           | Verena Hofer             | 369    |
| 4           | Nina Zöggeler            | 361    |
| 5           | Kendija Aparjode         | 318    |
| 6           | Klaudia Domaradzka       | 282    |
| 7           | Tova Kohala              | 274    |
| 8           | Hannah Prock             | 270    |
| 9           | Merle Fräbel             | 261    |
| 10          | Ashley Farquharson       | 253    |
| 11          | Sigita Bērziņa           | 245    |
| 12          | Raluca Strămăturaru      | 240    |
| 13          | Wang Peixuan             | 235    |
| 14          | Sandra Robatscher        | 221    |
| 15          | Trinity Ellis            | 209    |
| 16          | Summer Britcher          | 195    |
| 17          | Adikeyoumu Gulijienaiti  | 193    |
| 18          | Brittney Arndt           | 185    |
| 19          | Carolyn Maxwell          | 171    |
| 20          | Emily Sweeney            | 170    |
| 20          | Dajana Eitberger         | 170    |
| 22          | Selina Egle              | 164    |
| 23          | Caitlin Nash             | 148    |
| 24          | Jung Hye-sun             | 122    |
| 25          | Lin Sin-rong             | 116    |
| 26          | Elsa Desmond             | 106    |
| 27          | Madeleine Egle           | 100    |
| 28          | Olena Stezkiw            | 91     |
| 29          | You Do-hee               | 85     |
| 29          | Elīna Ieva Vītola        | 85     |
| 31          | Verónica María Ravenna   | 84     |
| 32          | Frančeska Bona           | 72     |
| 33          | Barbara Allmaier         | 68     |
| 34          | Natalia Jamróz           | 60     |
| 35          | Alina Bräutigam          | 50     |
| 36          | Katarína Šimoňáková      | 49     |
| 37          | Melina Fischer           | 46     |
| 38          | Antonia Pietschmann      | 42     |
| 39          | Natalie Corless          | 39     |
| 39          | Embyr-Lee Susko          | 39     |
| 41          | Kailey Allan             | 28     |
| 42          | Mihaela-Carmen Manolescu | 26     |
| 43          | Olena Smaha              | 22     |
| 44          | Anna Čežíková            | 21     |
| 45          | Lara Kipp                | 18     |
| 46          | Anka Jänicke             | 0      |

#### Einsitzer der Männer
| Platzierung | Athletin                   | Punkte |
| ----------- | -------------------------- | ------ |
| 1           | Valentin Crețu             | 405    |
| 2           | Lukas Gufler               | 377    |
| 3           | Marián Skupek              | 337    |
| 4           | Leon Felderer              | 336    |
| 5           | Jozef Hušla                | 319    |
| 6           | Alexander Michael Ferlazzo | 315    |
| 7           | Svante Kohala              | 311    |
| 8           | Jonathan Eric Gustafson    | 280    |
| 9           | David Nößler               | 270    |
| 10          | Timon Grancagnolo          | 256    |
| 11          | Mathis Ertel               | 223    |
| 12          | Eduard-Mihai Crăciun       | 216    |
| 13          | Michael Lejsek             | 204    |
| 13          | Arkadiusz Trojga           | 204    |
| 15          | Alex Gufler                | 202    |
| 16          | Anton Dukatsch             | 191    |
| 17          | Tucker West                | 185    |
| 18          | Aihemaiti Alabati          | 184    |
| 19          | Andrij Mandsij             | 173    |
| 20          | Christopher Mazdzer        | 170    |
| 21          | Kaspars Rinks              | 160    |
| 21          | Max Langenhan              | 160    |
| 23          | Lukas Peccei               | 158    |
| 24          | Jozef Ninis                | 157    |
| 25          | Sebastian Bley             | 100    |
| 26          | Noah Kallan                | 92     |
| 27          | Jonas Müller               | 90     |
| 28          | Florian Müller             | 85     |
| 29          | Saba Kumaritaschwili       | 81     |
| 29          | Moritz Bollmann            | 70     |
| 31          | Mirza Nikolajev            | 68     |
| 32          | Florian Tanzer             | 62     |
| 32          | Mateusz Sochowicz          | 62     |
| 34          | Luka Mtschedliani          | 51     |
| 35          | Seiya Kobayashi            | 47     |
| 36          | Lascha Mtschedliani        | 43     |
| 37          | Hamza Pleho                | 36     |
| 38          | Rasmus Moberg              | 28     |
| 39          | Saikeyi Jubayi             | 19     |

#### Doppelsitzer der Frauen
| Platzierung | Athletin                                       | Punkte |
| ----------- | ---------------------------------------------- | ------ |
| 1           | Selina Egle / Lara Kipp                        | 285    |
| 2           | Andrea Vötter / Marion Oberhofer               | 240    |
| 2           | Jessica Degenhardt / Cheyenne Rosenthal        | 240    |
| 4           | Chevonne Forgan / Sophia Kirkby                | 152    |
| 5           | Nadia Falkensteiner / Annalena Huber           | 150    |
| 6           | Raluca Strămăturaru / Mihaela-Carmen Manolescu | 128    |
| 7           | Caitlin Nash / Natalie Corless                 | 115    |
| 8           | Summer Britcher / Emily Sweeney                | 110    |
| 9           | Lisa Zimmermann / Dorothea Schwarz             | 100    |
| 10          | Maya Chan / Reannyn Weiler                     | 96     |
| 11          | Viktorija Ziediņa / Selīna Zvilna              | 85     |
| 12          | Anna Čežíková / Lucie Jansová                  | 70     |
| 13          | Anda Upīte / Sanija Ozoliņa                    | 60     |
| 14          | Nikola Domowicz / Dominika Piwkowska           | 39     |
| 15          | Olena Stezkiw / Oleksandra Moch                | 34     |

#### Doppelsitzer der Männer
| Platzierung | Athletin                                   | Punkte |
| ----------- | ------------------------------------------ | ------ |
| 1           | Tomáš Vaverčák / Matej Zmij                | 445    |
| 2           | Filip Vejdělek / Zdeněk Pěkný              | 352    |
| 3           | Huang Yebo / Peng Junyue                   | 342    |
| 4           | Dana Kellogg / Duncan Segger               | 335    |
| 5           | Tudor-Ștefan Handaric / Sebastian Motzca   | 317    |
| 6           | Juri Gatt / Riccardo Schöpf                | 260    |
| 7           | Robin Geueke / David Gamm                  | 240    |
| 8           | Devin Wardrope / Cole Anthony Zajanski     | 231    |
| 9           | Eduards Ševics-Mikeļševics / Lūkass Krasts | 205    |
| 10          | Zachary DiGregorio / Sean Hollander        | 170    |
| 11          | Ihor Hoj / Rostyslaw Lewkowytsch           | 164    |
| 12          | Yannick Müller / Armin Frauscher           | 160    |
| 13          | Max Ewald / Jakob Jannusch                 | 155    |
| 14          | Ludwig Rieder / Patrick Rastner            | 100    |
| 15          | Saikeyi Jubayi / Shuo Hou                  | 97     |
| 16          | Wojciech Chmielewski / Jakub Kowalewski    | 85     |
| 16          | Hannes Orlamünder / Paul Gubitz            | 85     |
| 18          | Marian Gîtlan / Darius Șerban              | 46     |